# Defekt
Defekt (en español, Defecto) es el tercer álbum de la banda alemana de metal industrial Oomph!, siendo publicado por Dynamica Records en 1995, como en el anterior sigue con la mezcla de sonidos electrónicos y guitarras distorsionadas, con voz y letras fuertes, todos los temas varían en alemán e inglés. En conversaciones con Flux acerca de cómo se encontró el nombre para el álbum, comentó lo siguiente: "Por lo general, los títulos del álbum son determinados por el fin del trabajo en ellos. Pero en Defekt había tanta historia: llevamos un borrador del trabajo a los expertos para escucharlo, pero el CD resultó ser defectuoso. Los expertos volvieron a nosotros con la inscripción sobre el CD: "Defekt". Nos miramos unos a otros y llegamos a la conclusión de que un mejor nombre para el álbum no se encontraba".
Este disco contó con solo un sencillo publicado, "Ice-Coffin" en junio de 1995 y su vídeo, el cual consta de una grabación de la banda en un concierto.

## Lista de canciones
| N.º | Título                    | Traducción               | Duración |  |
| 1.  | «Hate sweet hate»         | Odio, dulce Odio         | 5:35     |  |
| 2.  | «Ice-Coffin»              | Ataúd de Hielo           | 4:55     |  |
| 3.  | «Willst Du Hoffnung?»     | ¿Quieres Esperanza?      | 5:03     |  |
| 4.  | «Hello my name is Cancer» | Hola mi nombre es Cáncer | 3:51     |  |
| 5.  | «Zeitweilig Incontinent»  | Temporal incontinente    | 2:01     |  |
| 6.  | «Hast Du Geglaubt?»       | ¿Acaso creíste?          | 4:33     |  |
| 7.  | «Come and Kick me»        | Ven y Patéame            | 6:24     |  |
| 8.  | «Turn the Knife»          | Gira el Cuchillo         | 4:57     |  |
| 9.  | «Decubitus Vulgaris»      | Decúbito vulgar          | 2:08     |  |
| 10. | «Mitten ins Herz»         | En medio del Corazón     | 5:05     |  |
| 11. | «Your Love is Killing me» | Tu Amor está matándome   | 4:02     |  |
| 12. | «Defekt»                  | Defecto                  | 10:23    |  |